# Estrecho de Le Maire
Estrecho de Le Maire är ett sund i Argentina.   Det ligger i provinsen Eldslandet, i den södra delen av landet, 2 300 km söder om huvudstaden Buenos Aires.